# Halkær (Aalborg Kommune)
 For alternative betydninger, se Halkær. (Se også artikler, som begynder med Halkær)
 Ikke at forveksle med Halkær Hovedgård.
Halkær er en landsby i det nordlige Himmerland med 48 indbyggere (2008), beliggende 4 km nord for Vegger, 9 km sydvest for Nibe og 29 km sydvest for Aalborg. Landsbyen hører til Aalborg Kommune og ligger i Region Nordjylland. I 1970-2006 hørte landsbyen til Nibe Kommune.
Halkær hører til Bislev Sogn. Bislev Kirke ligger i Bislev 4 km nordøst for Halkær.

## Geografi
Halkær ligger tæt ved Halkær Sø og har udsigt over engaraler og Halkær Å. Halkær Mølle Naturcenter ligger lige uden for landsbyen. Den gamle vandmølle er stadig i funktion, og bygningerne omkring møllen er omdannet til naturcenter. Der er enkelte nybyggede huse i Halkær, men størstedelen af bebyggelsen er småhuse og gamle landejendomme og husmandssteder.

## Faciliteter
- I 1992 købte 8 familier Halkær Kro for at gøre den til et musiksted og økologisk spisested. Foruden Musikforeningen er Halkær Kro og Kulturhus nu også hjemsted for en kunstforening, en indkøbsforening, et kvindenetværk og Folkeforeningen Halkær Ådal. De oprindelige 8 familier er nu blevet til over 120 anpartshavere.[1]
- Midt i landsbyen er der boldbane og grønne arealer.
- Fra Halkær Kros p-plads er der adgang til Halkær Landsbyfælled på 8 ha. Der er plantet ca. 5,5 ha. skov, for at beskytte boringen til Halkær Vandværk, og så er der et et dyrkningsareal på ca. 2 ha. hvoraf der er frugttræer på ca. halvdelen, og grønsager på den anden halvdel. Nyttehaven forsyner beboere i Halkær og Halkær Kros økologiske køkken med grønsager. Aalborg Kommune ejer Landsbyfælleden, men Halkær Vandværk og medlemmerne heraf, har brugsretten til Halkær Landsbyfælled
- Fra 2022 er der fra banestien overfor Halkær Kro, adgang til 43 km. afmærkede vandreruter

## Historie
Halkær var oprindeligt en vandmølle. I 1682 var den skyldsat til 0,18 tønder hartkorn.

### Jernbanen
Halkær havde station på Aars-Nibe-Svenstrup Jernbane (1899-1969), som i 1910 blev forlænget fra Aars til Hvalpsund. I 1968 blev stationen nedrykket til holdested. Stationsbygningen på Halkærvej 68 har været brændt og er stærkt ombygget, men perronkanten er der. Naturstyrelsen har anlagt Naturstien Nibe-Hvalpsund, som passerer Halkær på det nedlagte banetracé.